# Slobozia (gmina Urechești)
Slobozia – wieś w Rumunii, w okręgu Bacău, w gminie Urechești. W 2011 roku liczyła 491 mieszkańców.